# 方登
方登（Fundin）是托爾金小說虛構人物。
方登是菲林（Farin）之子，葛音（Gróin）之兄弟。方登亦是巴林（Balin）及德瓦林（Dwalin）之父。他在矮人與半獸人之戰爭（War of the Dwarves and Orcs）的阿薩努比薩之戰（Battle of Azanulbizar）於凱薩督姆東門戰死。戰後，所有戰死的矮人，包括方登，被親屬剝下裝備和武器，並被放在柴堆上火化。